# Schwarzmeerdeutsche

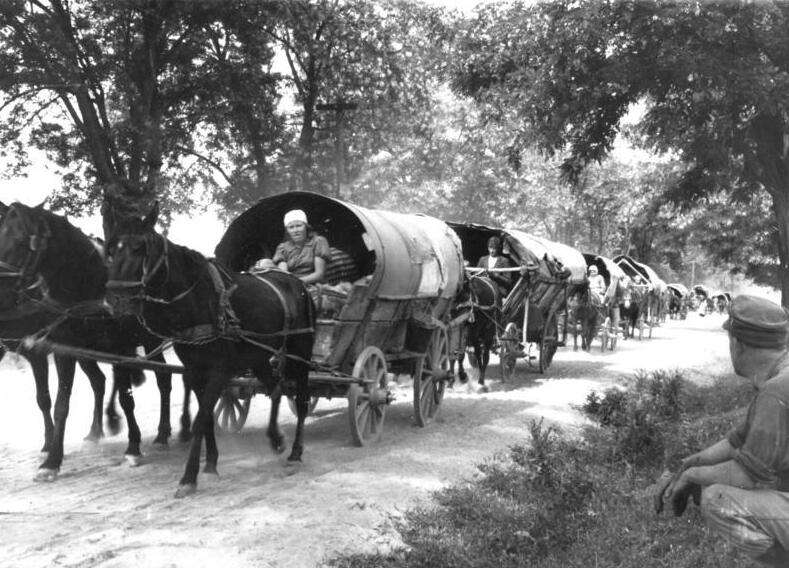
Flüchtlingstrecks von Schwarzmeerdeutschen während des Zweiten Weltkriegs in Ungarn, Juli 1944

Schwarzmeerdeutsche werden die Bewohner ehemals deutscher Siedlungen am Nordufer des Schwarzen Meeres auf dem Gebiet der heutigen Ukraine genannt. Westlich des Dnister lebten Bessarabiendeutsche und im Süden Krimdeutsche, mit denen sie zu den Ukrainedeutschen gehören. Seit 1765 wanderten viele Deutsche aus West- und Südwestdeutschland, seit 1789 auch westpreußische Mennoniten in die nördliche Schwarzmeerregion ein. In Neurussland wurden viele Siedlungen im Süden des damaligen Russischen Kaiserreichs nahe der Hafenstadt Odessa gegründet. Wegen ihrer gemeinsamen Geschichte werden Schwarzmeerdeutsche zu den Russlanddeutschen gezählt.

## Ursprünge
Das südrussische Gebiet hatte Katharina II. durch zwei Kriege mit dem Osmanischen Reich (1768–1774) und die Annexion des Krimkhanats (1783) für das Russische Reich erobert. Durch den Frieden von Jassy fiel auch das dünn besiedelte Gebiet zwischen Südlichem Bug und Dnister an Russland. In diese Region wanderten auch zahlreiche aus dem Osmanischen Reich ausgewanderte Bulgaren, Griechen und Rumänen ein.
Die ersten deutschen Auswanderer aus dem Südwesten (Württemberg, Baden, Elsass, Lothringen, Pfalz) trafen 1803 ein, gerufen vom russischen Kaiser Alexander I. Sie kamen ab Ulm auf Ulmer Schachteln auf der Donau bis Galatz. Es waren neun Transporte mit etwa 1100 Personen, darunter die Hälfte Kinder. Ab Galatz ging es auf dem Landweg weiter nach Dubossary. Die Reisezeit betrug rund 80 Tage. Nach einer Quarantänezeit ging es weiter nach Odessa, wo sie das Fürsorgekontor Neurussland betreute.

## Ansiedlung
Der 17. Oktober 1803 gilt als Gründungstag der schwarzmeerdeutschen Kolonien bei Odessa. Kaiser Alexander I. kaufte an diesem Tag Land für die Kolonisten an. Im Frühjahr 1804 entstanden Großliebental und Kleinliebental als erste Ansiedlungen. Später folgten in der Nähe Neuburg, Peterstal und Josefstal. 1805 entstanden Alexanderhilf, Frankfeld, Mariental und Lustdorf. 1806 kam Freudental hinzu.
1808 erfolgte eine zweite Einreisewelle aus Baden und dem Elsass, die zur Gründung der Kolonistenbezirke Hoffnungstal und Straßburg führte. Im selben Jahr entstanden Neudorf, Bergdorf und Glückstal. Die russische Regierung hatte bereits die Einwandererquote auf 200 Familien im Jahr gesenkt, um alle Neuansiedler sachgerecht versorgen zu können. Für weitere Kolonisten besorgte der russische Generalgouverneur Herzog von Richelieu Land am Kutschurganer Liman (Кучурганський лиман). Dort entstanden 1808 die Kolonien Kandel, Selz und Straßburg.
Da 1808 etwa 500 weitere Auswandererfamilien unterwegs waren, stellte die russische Verwaltung Siedlungsland am Fluss Beresan bereit. Dort entstanden 1809 die Siedlungen Landau, Speyer, Rohrbach. 1810 wurden Worms, Sulz, Karlsruhe, Rastatt und München gegründet.
Das Siedlungsgebiet der deutschen Auswanderer war nicht so kompakt angelegt wie das Wolgagebiet, sondern das Kerngebiet einer ganzen Kette von Kolonien. Die russische Verwaltung stellte den deutschen Auswanderern zwischen 1804 und 1809 rund 72.000 Desjatinen (knapp 80.000 ha) Land zur Verfügung.

## Landwirtschaft und Viehzucht
Die Gesellschaft der Schwarzmeerdeutschen war agrarisch geprägt. Die Auswanderer wirtschafteten anfangs fast ausnahmslos als Landwirte auf Boden, den ihnen der russische Staat zur Verfügung gestellt hatte.
Zur Haupteinnahmequelle wurde der Getreideanbau, da das Getreide vom Schwarzmeerhafen in Odessa bis 1859 zollfrei ausgeführt werden konnte.
Die günstigen Produktions- und Absatzbedingungen bei Getreide sorgten für wirtschaftlichen Wohlstand und führten zur Gründung von weiteren Siedlungen. Angebaut wurden auch Gemüse, Wein und Obst. In der Tierhaltung waren Bienen, Seidenraupen und Merinoschafe dominierend. In Odessa ließen sich viele ausgewanderte deutsche Handwerker nieder. Daraus gingen später Fabriken für landwirtschaftliche Maschinen und Geräte hervor.

## Kirche und Schule

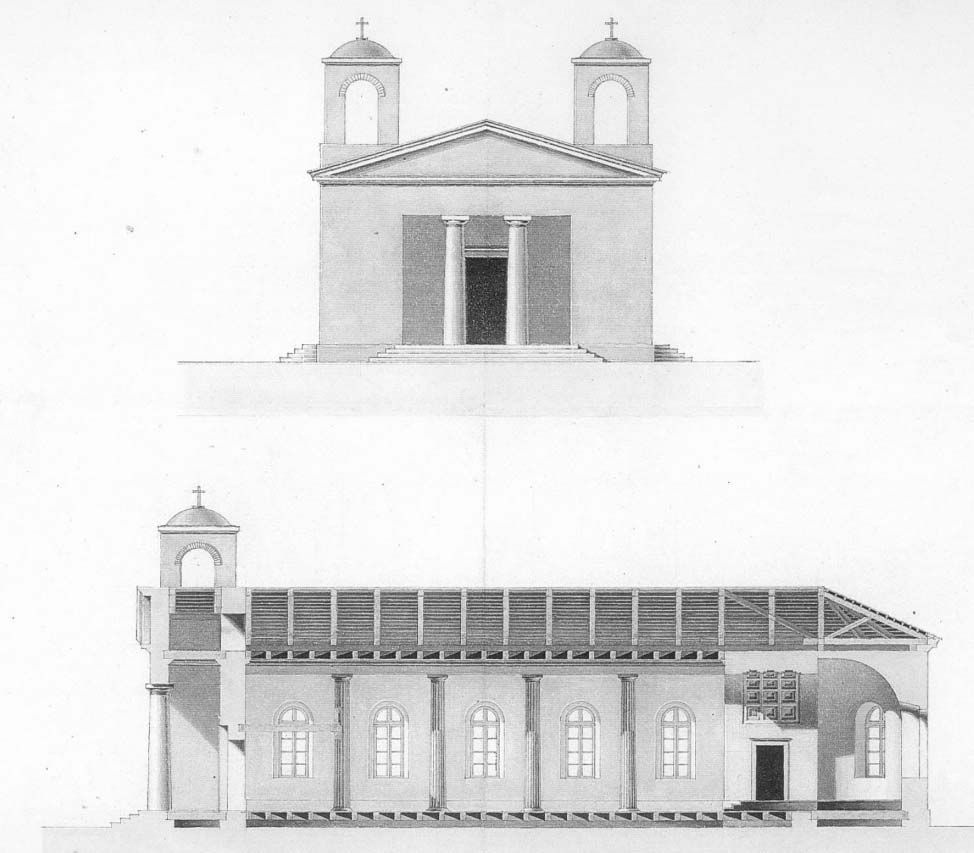
Katholische Kirche in Rastadt (Koloniebezirk Beresan)

Die Kirche bildete den Mittelpunkt des kulturellen Lebens der Schwarzmeerdeutschen. Praktisch trug der Gebrauch von Bibel und Gesangbuch dazu bei, dass die deutsche Sprache in der Fremde erhalten blieb. Der Schulunterricht für die Kinder war eng mit der Kirche verbunden, da es nur eine Kirchenschule gab. Im 20. Jahrhundert gründeten die Kolonisten auch höhere Schulen.

## Ende der Kolonistenprivilegien und erneute Auswanderung
Seit der Einwanderung hatten die Siedler den privilegierten Status von Kolonisten. 1871 wurde der Kolonistenstand aufgehoben und die Siedler waren den übrigen russischen Bürgern gleichgestellt. Die Einführung der 6-jährigen Wehrpflicht ab 1871 führte zu einer Auswanderung von etwa 15.000 Mennoniten in die USA. In den Jahren 1871–1915 wanderten etwa 79.000 evangelische und 37.500 katholische Schwarzmeerdeutsche in die USA aus. Auswanderungsziele waren auch Kanada, Australien, Argentinien und Brasilien.

## 20. Jahrhundert
Während des Ersten Weltkrieges unterlagen die Schwarzmeerdeutschen einer starken Diskriminierung, weil man sie der Zusammenarbeit mit dem Feind in Gestalt der Deutschen verdächtigte. Gleichzeitig versahen etwa 250.000 deutschstämmige Kolonisten Dienst in der russischen Armee. Sie kämpften jedoch nicht an der deutsch-österreichischen, sondern an der türkischen Front. Nach der Oktoberrevolution waren die politischen Verhältnisse im Schwarzmeergebiet aufgrund des Bürgerkrieges über Jahre instabil. 1918 hielten sich kurzfristig deutsche und österreich-ungarische Truppen in der Ukraine auf, von denen sich die Schwarzmeerdeutschen dauerhaften Schutz erhofften.
Nach dem Abzug des deutschen Heeres stellten die Kolonisten eine Selbstschutztruppe auf, die 1919 die Rote Armee aus deutschen Siedlungsgebieten mit Waffengewalt vertrieb. 1920 kehrte die Rote Armee zurück und fügte dem deutschen Selbstschutzverband mit 500 Mann schwere Verluste zu, so dass sich die Truppe nach Polen zurückzog. Danach wurde die Sowjetmacht installiert und die Deutschen verloren daraufhin weitgehend ihr kulturelles Leben. Auch das kirchliche Leben war unterbunden und Kirchenbauten wurden als Lagergebäude zweckentfremdet. Trotzdem blieben ihre geschlossenen Siedlungen weitgehend erhalten. Die Bolschewiki übten vor allem Druck auf die wohlhabenden Bauern (Kulaken) aus. Im Rahmen der Sowjetisierung kam es zur Zwangskollektivierung der Landwirtschaft und der Verstaatlichung von Betrieben, was in einigen Dörfern der Schwarzmeerdeutschen zu Unruhen führten. Mehrere zehntausend Deutsche verlangten während der Säuberungen um 1929 die Ausreise, während Deutschland nur rund 6.000 Personen vorübergehend aufnahm.

### Verfolgungen in den 1930er Jahren
Während der Nationalsozialistischen Herrschaft im Deutschen Reich wurden die Schwarzmeerdeutschen der Spionage und der Konterrevolution verdächtigt. Die meisten deutschen Familien waren von Verhaftungen und Verbannungen betroffen. 1936 wurden alle deutschen Schulen in der Ukraine geschlossen, Lehrkräfte wurden verhaftet und Ukrainisch wurde als Unterrichtssprache eingeführt. Die Religionsverfolgungen unter Stalin hatten katastrophale Folgen für das kirchliche Leben der Schwarzmeerdeutschen. Kirchen und Gebetshäuser wurden geschlossen und teilweise auch abgerissen. Geistliche wurden verschleppt und erschossen, darunter auch Bischof Alexander Frison am 20. Juni 1937.

### Kriegsverschleppungen
Zu Beginn des Zweiten Weltkriegs umfasste die Volksgruppe der Schwarzmeerdeutschen rund 326.500 Menschen (darunter 52.300 Männer, 107.800 Frauen und 166.400 Kinder), die in 228 Dörfern lebten. In den ersten Kriegsmonaten waren etwa 18.000–40.000 Personen von Deportationen ins Innere der Sowjetunion betroffen. Nur wenige der verschleppten Männer haben ihre Verschleppung mit Kälte, Hunger, schwerer Arbeit sowie willkürlichen Erschießungen überlebt. Die relativ geringe Zahl der Verschleppten beruht auf dem schnellen Vorrücken der Front beim Angriff auf die Sowjetunion im Juli und August 1941. Nach dem Durchzug der Front gehörten die Schwarzmeerdeutschen zu dem von Rumänien eingerichteten Gebiet Transnistrien. Ende 1941 erhielten sie in ihrem Siedlungsgebiet weitgehende Autonomie von der rumänischen Verwaltung und unterstanden dem Sonderkommando R unter Horst Hoffmeyer mit Sitz in Landau, das zum Hauptamt Volksdeutsche Mittelstelle (VoMi) gehörte.

### Beteiligung am Holocaust
Der SS-Gruppenführer Otto Ohlendorf, der sich mit der von ihm geführten Einsatzgruppe Süd in dem Gebiet befand, nahm Kontakt zu Schwarzmeerdeutschen auf. Er organisierte unter ihnen den bewaffneten Selbstschutz in einer Stärke von ungefähr 7000 Mann, der der Volksdeutschen Mittelstelle unterstand. Anfang 1942 deportierte die rumänische Gendarmerie nach dem Massaker von Odessa mehrere zehntausend Juden aus Odessa. Sie trieben sie in das volksdeutsche Siedlungsgebiet in Richtung Bug und überließen sie teilweise ohne Bewachung sich selbst. Unter den Deportierten breitete sich massiv Fleckfieber aus. Es kam auch zu Überfällen volksdeutscher Siedler auf die Judentrecks, bei denen sie unter Waffengewalt den geschwächten Menschen Wertgegenstände raubten. Das Sonderkommando R war völlig überfordert mit der Situation und befahl dem „volksdeutschen Selbstschutz“, hilflose jüdische Personen am Wegesrand zu töten, was in etwa 3000 Fällen erfolgte. Die Leichen wurden auf Scheiterhaufen verbrannt. Am Fluss Bug kam der Zug der Deportierten zum Stehen. Sie wurden südlich von Rastatt in das Lager Beresowka umgeleitet, wo sie durch rumänische Gendarmen bewacht wurden. Nach Rücksprache des Sonderkommandos R mit der Volksdeutschen Mittelstelle wurde aufgrund der Seuchengefahr ihre Ermordung beschlossen. Die Einsatzgruppen lehnten ab, da Transnistrien unter rumänischer Hoheit stand. Mitglieder des volksdeutschen Selbstschutzes und Angehörige der Volksdeutschen Mittelstelle führten je 100 Personen in die Steppe, erschossen sie und kremierten einige Leichen durch zweckentfremdete Nutzung von Kalkbrennöfen. Bewohner der deutschen Dörfer waren Zeugen und stellten auch Pferdefuhrwerke zum Transport der Opfer. Die Wertgegenstände der Opfer wurden in deutschen Dörfern verteilt. Die genaue Zahl der Tötungen ist nicht bekannt. Aus einer Notiz des Auswärtigen Amtes geht hervor, dass im Winter 1941/42 rund 28.000 Juden in deutsche Dörfer gebracht und ermordet wurden.
Im KZ Bogdanowka erschossen und verbrannten Angehörige des Selbstschutzes sowie der Volksdeutschen Mittelstelle über mehrere Wochen die Deportierten.
Bei einer weiteren Tötungswelle von Mitte bis Ende 1942 transportierten rumänische Stellen Juden in unbekannter Zahl in Güterzügen in das deutsche Einflussgebiet, wo sie von Angehörigen des Selbstschutzes getötet wurden. Danach ging man dazu über, Tötungen nicht als Seuchenprophylaxe zu betreiben, sondern forderte jüdische Arbeitskräfte aus Rumänien an und betrieb ihre Vernichtung durch Arbeit.

### Umsiedlung, Flucht und Vertreibung
Als den deutschen Siedlungsgebieten um Leningrad, aus Ingermanland, Belarus, dem Nordkaukasus, der Kalmückensteppe, aus der Ostukraine, aus den Städten (Cherson, Nikolajew, Nikopol, Kiew, Charkow, Kriwoj Rog, Melitopol, Mariupol, Dnjepropetrowsk, Kirowograd, Saporoshje), aus Transnistrien und Shitomir sowie die verbliebenen Krimdeutschen (960) die Wiedereroberung durch die sowjetische Armee drohte, begannen die SS-Dienststellen die Deutschen als Administrativumsiedler in sieben Aktionen in „volksdeutsche Bereiche“ umzusiedeln. Die deutschstämmigen Bauern stellten Trecks zusammen, mit denen rund 228.000 Personen ins „Altreich“ und in den Reichsgau Wartheland (Warthegau) gelangten.
Die sogenannte Schwarzmeeraktion betraf als fünfte Aktion der Umsiedlungsaktionen rund 73.000 deutschstämmige Personen und dauerte von August 1943 bis Mai 1944.
 Die größte und siebte Aktion war die Rückführung der Transnistriendeutschen, die ca. 135.000 Personen betraf. Die Aktion begann im Februar 1944 und endete Anfang Juli des Jahres. Am 14. März 1944 wurde der Befehl zum Abmarsch für das erste deutsche Dorf gegeben und am 28. März 1944 hatten die letzten Volksdeutschen ihre Heimat verlassen.
In zwei Trecks (Nord- und Südtreck) ging es in Richtung Westen. Sie kamen nach rund drei Monaten im Warthegau an. Dort erreichte sie im Winter 1945 erneut die Rote Armee. Die Schwarzmeerdeutschen flüchteten wie die übrigen dort lebenden Deutschen in Flüchtlingstrecks Richtung Westen. Damit teilten sie das Schicksal vieler anderer Heimatvertriebener nach der Flucht in die vier Besatzungszonen auf deutschem Boden. Die Dorfgemeinschaften und teilweise auch die Familienverbände hatten sich aufgelöst.
Wer nicht nach Westen fliehen konnte und in den Einflussbereich der Roten Armee kam, wurde von der Sowjetunion vereinnahmt. Diejenigen, die in den Westen flohen, aber dort nicht untertauchen konnten, wurden von den Westalliierten (Briten und US-Amerikanern) als Displaced Person den sowjetischen Militärbehörden ausgeliefert; wenn sie einem der fünf Kriterien der Konferenz von Jalta entsprachen, wurden sie ohne Rücksicht auf ihre individuellen Wünsche zwangsrepatriiert.
In den Augen Josef Stalins galten alle sowjetischen Bürger, die sich während des Zweiten Weltkriegs aus welchen Gründen auch immer zeitweise außerhalb des UdSSR aufgehalten hatten, als „Vaterlandsverräter“ und „engste Kollaborateure des Naziregimes“ und sollten dementsprechend behandelt werden.
Im Rahmen der Operation Keelhaul wurden zwischen 1943 und 1947 rund zweieinhalb Millionen Menschen, die aus dem Gebiet der Sowjetunion stammten, dorthin zurückgeschickt. Viele dieser Menschen kamen ums Leben, durch Selbstmord oder auch durch Hinrichtung. Andere wurden, entgegen dem Versprechen wieder in der alten Heimat angesiedelt zu werden, in „neue Ansiedlungsgebiete“, vor allem nach Sibirien und nach Kasachstan gebracht und dort in Sondersiedlungen oder Arbeitslager (Trudarmee) eingewiesen.
Eine Rückkehr nach Deutschland blieb ihnen lange verwehrt, weil die Sowjetunion sie als sowjetische Flüchtlinge ansah. Eine Heimkehr in ihr früheres Siedlungsgebiet am Schwarzen Meer war ihnen ebenso nicht erlaubt. Viele wurden in Viehwaggons gewaltsam nach Kasachstan deportiert und kamen von dort erst in den 1980er Jahren als Spätaussiedler nach Deutschland.

## Kolonistenbezirke
| Glückstal |

| Großliebental |

| Beresan |

| Kutschurgan |

| Prischib |

| Berdjansk |

| Jekaterinoslaw |

| Planer Kolonien |

| Kronau |

| Kolonie Krim |

| Molotschna |

| Chortiza |

Zur einfacheren Verwaltung wurden die Siedlungsgebiete der Kolonisten durch die Verwaltung in Kolonistenbezirke unterteilt:

### Glückstal

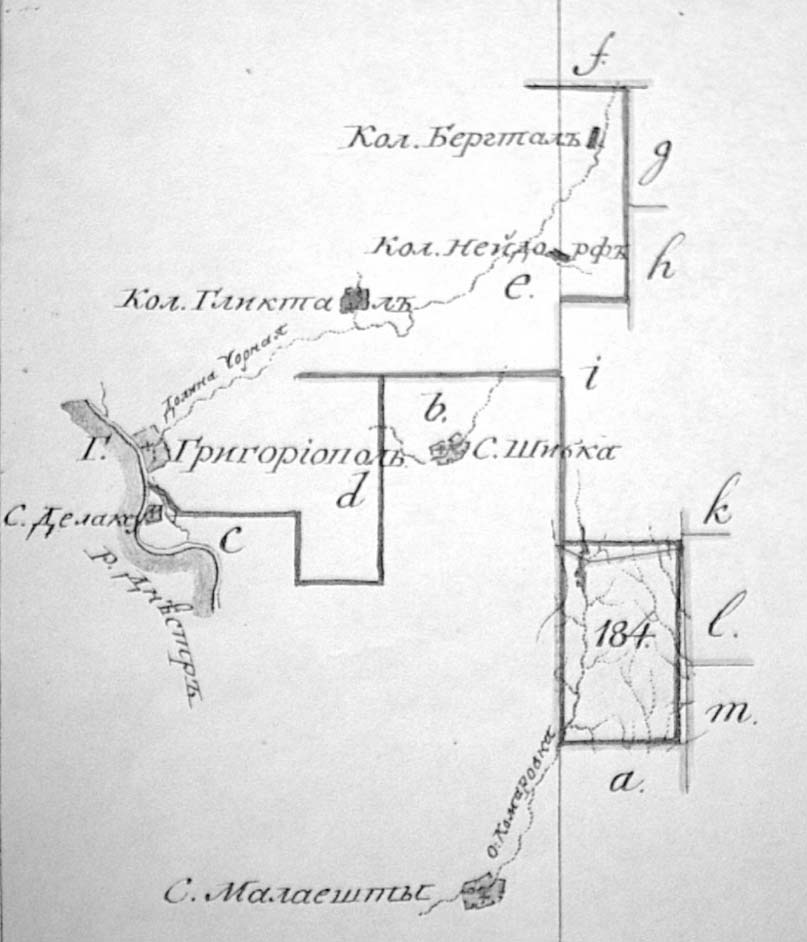
Plan des Kolonistenbezirks Glückstal von 1809

Gebiet in der heutigen Republik Moldau/Transnistrien und der Ukraine mit den Kolonien:
- Glückstal (heute Hlinaia, russisch Глиное Glinoe – Republik Moldau/Transnistrien)
- Neudorf (heute Carmanova, russisch Карманова Karmanowa – Republik Moldau/Transnistrien)
- Marienberg (heute Nahirne (Podilsk), Нагорное, Нагірне – Ukraine)
- Bergdorf (heute Colosova, russisch Колосова Kolossowa – Republik Moldau/Transnistrien)
- Kassel (heute Welykokomariwka/Великокомарівка – Ukraine)
sowie deren Tochterkolonien:
- Hoffnungstal (heute Zebrykowe/Цебрикове – Ukraine)
- Hoffnungsfeld (heute Lenine/Леніне – Ukraine)
- Klein Neudorf (heute Nowoseliwka/Новоселівка – Ukraine)
- Neu-Beresina (heute Malosymenowe/Малозименове – Ukraine)
- Neu-Glückstal (heute Zybuliwka/Цибулівка – Ukraine)
- Neu-Berlin (heute Worobjowe/Воробйове – Ukraine)
- Neu-Kassel (heute Sofijiwka/Софіївка – Ukraine)
- Rosenfeld (heute Konopljane/Конопляне – Ukraine)
- Gnadenfeld (heute Nejkowe/Нейкове – Ukraine)
- Kleinbergdorf (heute Crasnoe, russisch Красное Krasnoje – Republik Moldau/Transnistrien)
- Friedenstal (heute Tryhrady/Тригради – Ukraine)
- Krontal (zerstört – östlich von Grigoriopol gelegen – Republik Moldau/Transnistrien)
- Klein-Glückstal (heute Wowtsche/Вовче als Teil von Rymariwka/Римарівка – Ukraine)
- Koscharka (heute Koscharka/Кошарка – Ukraine)
- Saratow (zerstört, nordöstlich von Koscharka)

### Kutschurgan
Benannt nach dem Fluss Kutschurhan (russisch Kutschurgan) in der Ukraine nordwestlich von Odessa mit den Kolonien:
- Straßburg (heute Kutschurhan/Кучурган)
- Selz (heute Teil von Lymanske/Лиманське)
- Kandel (Rybalske, heute Teil von Lymanske/Лиманське)
- Baden (Otscheretiwka, heute Teil von Lymanske/Лиманське)
- Mannheim (heute Kamjanka/Кам'янка)
- Elsaß (heute Schtscherbanka/Щербанка)
sowie die Tochterkolonien:
- Georgental (heute Sekretariwka/Секретарівка)
- Neu Kandel (heute Nowe/Нове)
- Neu Kandel (heute Bohunowe/Богунове)
- Kellersheim (zerstört)
- Neu Mannheim (heute Nowostepaniwka/Новостепанівка)
- Severinovka (heute Seweryniwka/Северинівка)

### Großliebental

Großliebenthaler Kolonien bei Odessa

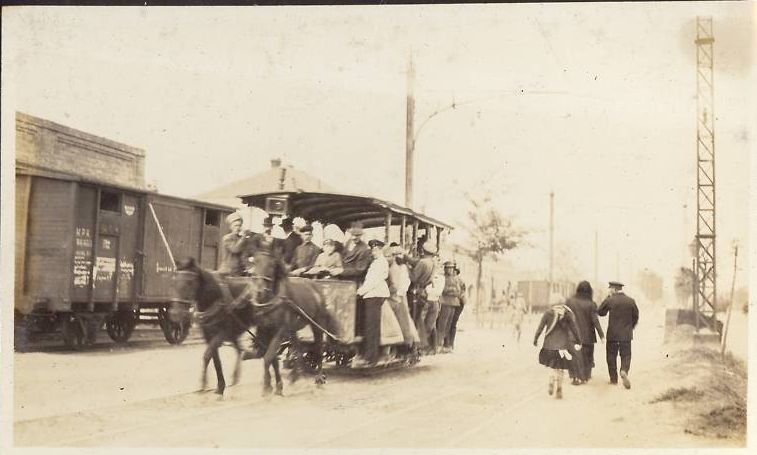
Pferdebahn von Odessa nach Lustdorf, 1917

In der Ukraine südwestlich von Odessa mit den Kolonien:
- Großliebental (heute Welykodolynske/Великодолинське)

(1803 gegründet durch Lutheraner aus Württemberg)
- Kleinliebental (heute Malodolynske/Малодолинське)

(1803 gegründet durch Katholiken aus dem Elsass)
- Josefstal (heute Jossypiwka/Йосипівка)

(1803 gegründet durch Katholiken aus dem Elsass)
- Mariental (heute Marjaniwka/Мар'янівка)

(1803 gegründet durch Katholiken aus dem Elsass)
- Lustdorf (auch Tschornomorka/Чорноморка, Stadtteil von Odessa)

(1805 gegründet durch Württemberger)
- Alexanderhilf (heute Dobrooleksandriwka/Доброолександрівка)

(1805/06 gegründet durch Württemberger)
- Neuburg (heute Nowohradkiwka/Новоградківка)

(1806 gegründet durch Württemberger)
- Peterstal (heute Petrodolynske/Петродолинське)
- Franzfeld (heute Nadlymanske/Надлиманське)
- Annental (heute Biljary/Білярі)
- Güldendorf (heute Krasnosilka/Красносілка)
- Freudental (heute Myrne/Мирне)
 sowie die Tochterkolonien:
- Friedensfeld (heute Syliwka/Силівка)
- Neu-Freudental (heute Marynowe/Маринове)

### Beresan (Kolonistenbezirk)

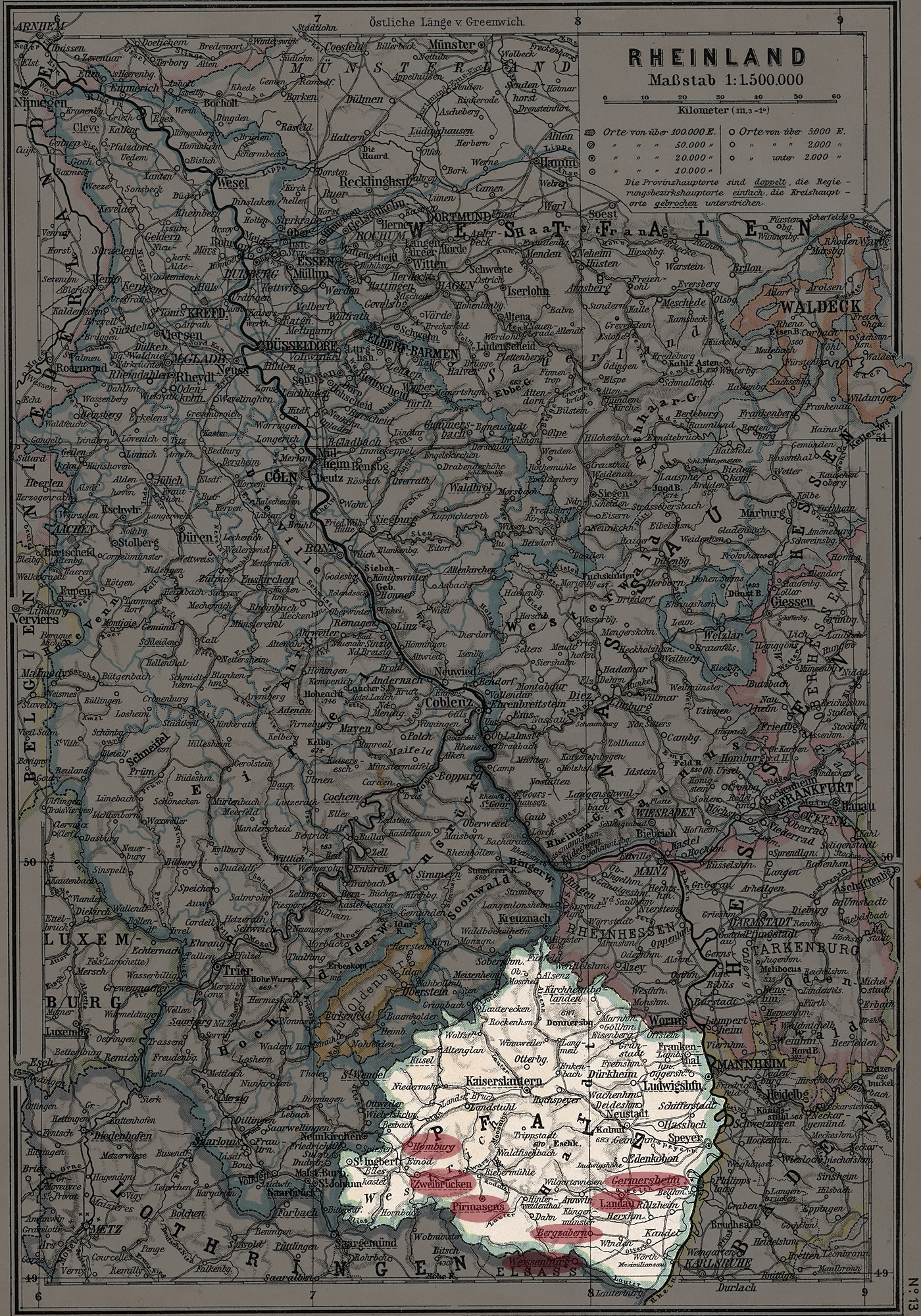
Orte in der südlichen Pfalz, aus denen die Kolonisten nach Landau auswanderten

Benannt nach dem Fluss Beresan in der Ukraine in der Oblast Mykolajiw und der Oblast Odessa, mit den Kolonien:
- Landau (heute Schyrokolaniwka/Широколанівка)
- Speyer (heute Pischtschanyj Brid/Піщаний Брід)
- Rohrbach (heute Nowoswitliwka/Новосвітлівка)
- Worms (heute Wynohradne/Виноградне)
- Sulz (zerstört)
- Karlsruhe (heute Stepowe/Степове)
- Rastadt (heute Poritschtschja/Поріччя)
- München (heute Poritschtschja/Поріччя)
- Katharinental (heute Kateryniwka/Катеринівка)
- Johannestal (heute Iwaniwka/Іванівка)
- Waterloo (heute Stawky/Ставки)
sowie den Tochterkolonien:
- Alexanderfeld (heute Beresanka/Березанка)
- Felsenburg (heute Welidariwka/Велідарівка)
- Gnadenfeld (heute Nejkowe/Нейкове)
- Halbstadt (heute Nowoseliwka/Новоселівка)
- Neu Karlsruhe (heute Tscherwona Sirka/Червона Зірка)
- Neu Rastadt (heute Teil von Poritschtschja)
- Friedrichstal (zerstört)
- Stuttgart (zerstört)

### Molotschna
Bei Tokmak mit den Siedlungen
- Alt-Montal (heute Samoschne/Заможне)
- Alt-Nassau (heute Wynohradne/Виноградне)
- Blumental (heute Riwne/Рівне)
- Durlach (zerstört, südlich von Tschapajewka/Чапаєвка)
- Friedrichsfeld (heute Rosdol/Роздол)
- Grüntal (zerstört, bei Tschornosemne/Чорноземне)
- Heidelberg (heute Nowohoriwka/Новогорівка)
- Hochheim (heute Komsomolske/Комсомольське)
- Hochstädt (heute Wyssoke/Високе)
- Hoffental (heute im nördlichen Teil von Wynohradne)
- Karlsruhe (heute Sraskowe/Зразкове)
- Kostheim (heute Pokasne/Показне)
- Kronsfeld (heute Marjaniwka/Мар'янівка)
- Leiterhausen (heute Traktorne/Тракторне)
- Neu-Montal (heute Peremoschne/Переможне)
- Neu-Nassau (heute Suwore/Суворе)
- Prischib (großteils zerstört im nördlichen Teil von Wynohradne)
- Reichenfeld (heute Plodorodne/Плодородне)
- Rosental (heute Nowe Pole/Нове Поле)
- Tiefenbrunn (heute Tschystopillja/Чистопілля)

(1822 gegründet durch Lutheraner aus Baden)
- Waldorf (heute Schowtnewe/Жовтневе)
- Wasserau (heute Wodne/Водне) Kolonie Darmstadt

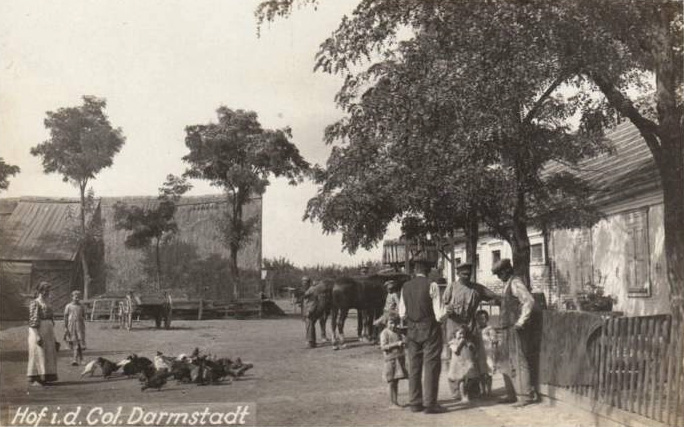
Kolonie Darmstadt

- Weinau (heute Tschapajewka/Чапаєвка)
- Neudorf (zerstört, südlich von Wyschnewe/Вишневе)

(bereits 1833 aufgelöst)
- Darmstadt (heute Romaschky/Ромашки)
- Kaisertal (heute Solota Dolyna/Золота Долина)

### Kolonien beiJekaterinoslaw
- Billersfeld (heute Oleksandriwka/Олександрівка)
- Fischersdorf (heute Stadtteil Rybalske/Рибальське als Teil des Stadtrajons Samara von Dnipro)
- Jamburg (heute Dniprowe/Дніпрове)
- Josefstal (heute Samariwka/Самарівка, großteils zerstört) – (Lutheraner aus Thorn (1780) und Danzig (1789))
- Kronsgarten (südlicher Teil von Pidhorodne/Підгородне) – (Friesische Mennoniten aus Marienburg (1789))
- Mariental/Marienfeld (heute Majorka/Майорка)

### Schwedenkolonien beiBeryslaw
- Altschwedendorf (heute ein Teil von Smijiwka)
- Friedenheim
- Klosterdorf (heute ein Teil von Smijiwka)
- Mühlhausendorf (heute ein Teil von Smijiwka)
- Neuklosterdorf
- Neuschwedendorf
- Schlangendorf (heute ein Teil von Smijiwka)

### Planer-Kolonien bei Mariupol
- Kirschwald (evangelisch, Kolonie Nr. 1 – heute Wyschnjuwate/Вишнювате)
- Tiegenhof (evangelisch, Kolonie Nr. 2 – heute Asow)
- Rosengart (evangelisch, Kolonie Nr. 3 – Rajhorod – heute nördlicher Teil von Lystwjanka/Листвянка)
- Schönbaum (evangelisch, Kolonie Nr. 4 – heute Lystwjanka/Листвянка)
- Kronsdorf (evangelisch, Kolonie Nr. 5 – Kasjanoselsk – heute nördlicher Teil von Rosiwka)
- Grunau (evangelisch, Kolonie Nr. 6 – Alexandronewsk – heute im nordöstlichen Teil von Rosiwka)
- Rosenberg (evangelisch, Kolonie Nr. 7 – heute Rosiwka)
- Wickerau (evangelisch, Kolonie Nr. 8 – heute Kusneziwka/Кузнецівка)
- Reichenberg (evangelisch, Kolonie Nr. 9 – heute Bahatiwka/Багатівка)
- Kampenau (evangelisch, Kolonie Nr. 10 – Kamenske – heute südlicher Teil von Marjaniwka/Мар'янівка)
- Mirau (evangelisch, Kolonie Nr. 11 – heute Myrske/Мирське)
- Kaiserdorf (katholisch, Kolonie Nr. 12 – heute Probudschennja/Пробудження)
- Göttland (katholisch, Kolonie Nr. 13 – heute Marjaniwka/Мар'янівка)
- Neuhof (katholisch, Kolonie Nr. 14 – heute Nowodworiwka/Новодворівка)
- Eichwald (katholisch, Kolonie Nr. 15 – heute Wesna)
- Tiegenort (katholisch, Kolonie Nr. 16 – heute Antoniwka/Антонівка)
- Tiergart (katholisch, Kolonie Nr. 17 – zerstört – nordöstlich von Antoniwka)
- Elisabethdorf (evangelisch, Kolonie Nr. 18 – Blumental – heute Teil von Krasna Poljana)
- Ludwigstal (evangelisch, Kolonie Nr. 19 – heute Sorja/Зоря)
- Darmstadt (evangelisch, Kolonie Nr. 25 – heute Nowhorod/Новгород)
- Marienfeld (evangelisch, Kolonie Nr. 26 – heute Marynopil)

(Quellen:)

### Schwabenkolonien bei Berdjansk
Auf einer Karte sind folgende Kolonien bei Berdjansk verzeichnet:
- Neu-Hoffnung (heute westlicher Teil von Ossypenko/Осипенко)
- Neu-Hoffnungstal (heute Dolynske/Долинське)
- Neu-Stuttgart (heute Jelysawetiwka/Єлизаветівка)
- Rosenfeld (heute Oleniwka/Оленівка)

### Weitere Kolonien
- Alt-Danzig (heute Krupske)
- Kolonistenbezirk Krim
- Mennonitenkolonie Molotschna
- Mennonitenkolonie Chortiza
- Tochterkolonie Kronau

Kolonien im Dongebiet südlich von Donezk:
- Ostheim (heute Telmanowe), Tochtersiedlung von Neu-Hoffnung
- Rosenfeld (heute Swobodne)

## Persönlichkeiten
- Johann Bartsch (1757–1821), Mennonit, Mitbegründer der Kolonie Chortitza
- Peter von Berg, Politiker, Gouverneur Jekaterinoslaws (heute Dnipro) 1803–1809
- Ludwig Choris (1795–1828), Maler und Forschungsreisender
- Johann Cornies (1789–1848), Mennonit, Agronom und Landwirt
- Wladimir Iwanowitsch Dal (1801–1872), Lexikograf
- Nelly Däs (1930–2021), Buchautorin
- Abram B. Enns (1887–1993), Mennonit, Kunsthistoriker und Schriftsteller
- Johann Esau (1859–1940), Mennonit, Oberbürgermeister Jekaterinoslaws
- Heinrich Fabr (1789–1863), Politiker, Gouverneur Jekaterinoslaws 1847–1857
- Eduard Alexandrowitsch von Falz-Fein (1912–2018), Unternehmer, Journalist und Sportler
- Friedrich von Falz-Fein (1863–1920), Großgrundbesitzer und Gründer des Naturschutzgebietes Askanija-Nowa
- Otto von Frank, Politiker, Gouverneur Jekaterinoslaws 1831–1832
- Alexander Frison (1875–1937), katholischer Bischof, nach Spionagevorwurf erschossen
- Markus Glaser (1880–1950), katholischer Bischof
- Johann Hen, Landwirtschaftstechniker in Odessa
- Jakob Höppner (1748–1826), Mennonit, Mitbegründer der Kolonie Chortitza
- Friedrich von Keller (1850–1904), gefallen im Russisch-Japanischen Krieg, Politiker und Offizier, Gouverneur  Jekaterinoslaws 1900–1904
- Georg Leibbrandt (1899–1982), NS-Funktionär und Autor, geboren in Hoffnungsthal
- Ludwig Lutz (1880–?), Abgeordneter in der 2., 3. und 4. Staatsduma, geboren in Waterloo
- Friedrich Mühlhausen (1775–1853), Wissenschaftler und Arzt
- Heinrich Neuhaus (1888–1964), Pianist
- Peter Simon Pallas (1741–1811), Wissenschaftler, Zoologe, Botaniker, Geologe
- Alexander Pol, Wissenschaftler und Geologe
- Matheus Rennenkampf, Gründer der Polytechnischen Hochschule in Kiew
- Swjatoslaw Teofilowitsch Richter (1915–1997), Pianist
- Rudolf August Waldemar von Schlippe (1834–1923), Politiker, Gouverneur Jekaterinoslaws 1890–1893
- Michael Seifert (1924–2010), NS-Kriegsverbrecher
- Siegfried Springer (* 1930), Bischof der Evangelisch-Lutherischen Kirche Europäisches Russland
- Karl Stumpp (1896–1982), Ethnograf und Buchautor, geboren in Alexanderhilf
- Gustav Wewel von Krieger (1820–1881), Politiker, Gouverneur Jekaterinoslaws 1863–1865
- Immanuel Winkler (1886–1932), bis 1918 Pastor in Hoffnungstal, Vikar in Kassel und Vertreter der Schwarzmeerdeutschen
- Anton Johann Zerr (1849–1932), katholischer Bischof